# 하카 (민족)
하카 또는 객가(客家)(중국어: 客家, 하카어 백화자: hak-kâ, 병음: kèjiā)는 한족의 여러 민계(民系, Han Chinese subgroup) 중 하나이다. 원래 화북의 황하 지역에 살고 있던 후한 시대 한족들의 자손이라 자칭한다. 한족들은 튀르크계 몽골계 등 이민족의 지배를 받아 피지배민족으로서 혼혈화됐지만 소수가 남쪽으로 도망쳐 와 객가라고 불리며 살아왔다.  
서진의 영가의 난을 피해 황하 지역에 살던 한족 중에 소수들이 남쪽으로 이주한것을 보통 1차 이민으로, 이후 대다수의 하카인 이주는 북위와 당나라 등 튀르크계 선비족 국가들이 생겨나 남쪽으로 도망친 한족들과 송나라 시대 때 북방 몽골계 군사들의 침입을 피하여 소수의 한족들이 광둥성, 장시성, 푸젠성의 경계 지역에 정착해 남쪽 민족과 혼혈화가 진행되며 1천 년을 거쳐 현재의 민족이 되었다. 그 후 메이저우를 중심으로 대거 화남의 각 성과 전 세계 각지로 옮겨갔다. 보통 메이저우, 간저우(赣州), 팅저우(汀州), 후이저우(惠州)를 하카 4주라고 한다.

## 주거지
주요 거주지는 광둥성, 푸젠성, 장시성, 후난성, 쓰촨성 등의 산간부다.

## 특징

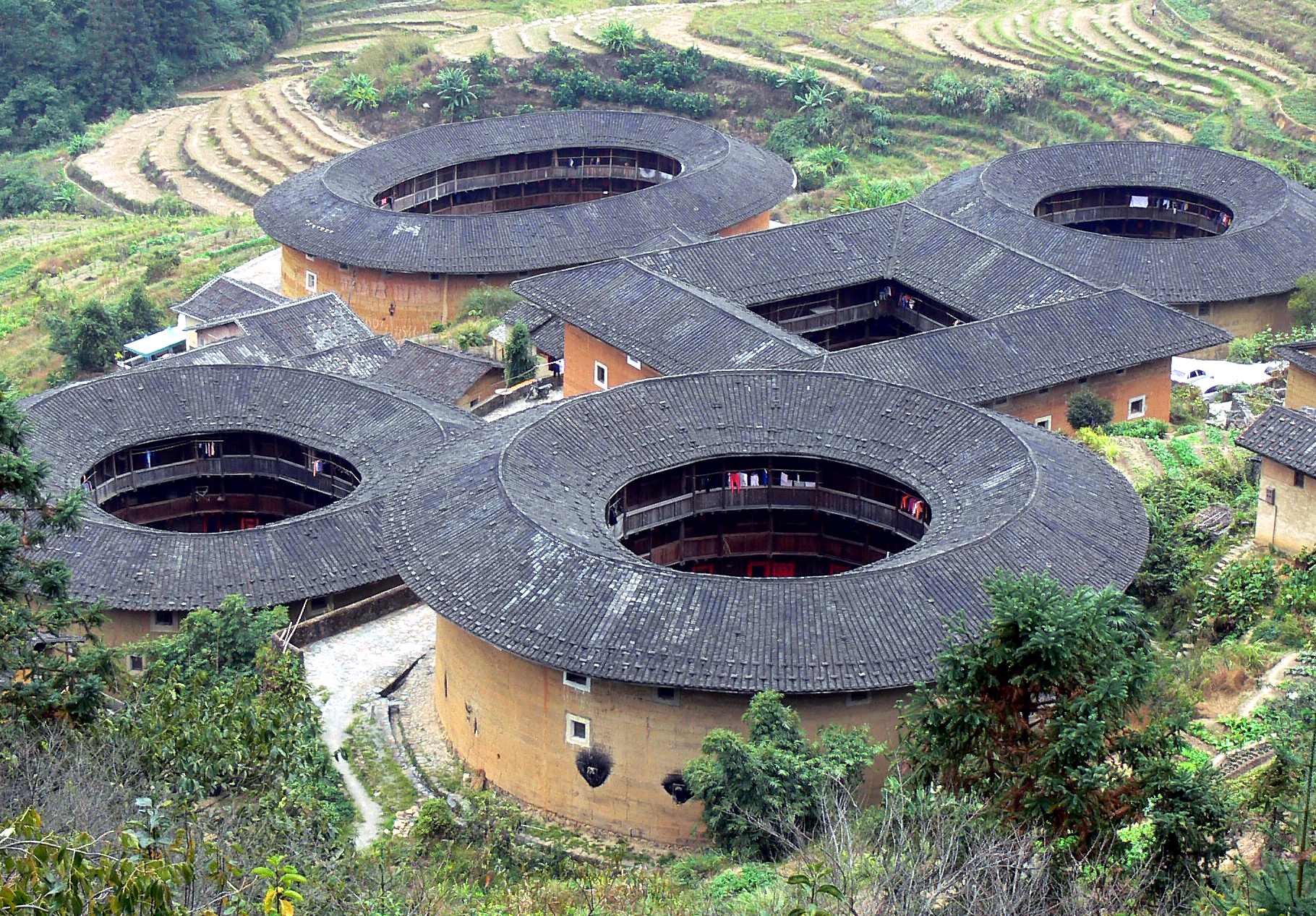
푸젠성에 있는 하카인들의 전통 건물 '토루'

하카의 사람들은 주변의 평지에 사는 다른 혼혈화된 한족 집단과는 달리 산간부에 많이 거주하며, 독특한 언어와 문화를 가지고 있다. 그 때문에 역사적으로 다른 집단과 알력을 일으켜 짓밟힌 적이 많다. 소수파로 세력이 많지 않기 때문에 중앙 정권이나 왕조와 좋은 관계를 유지하려고 하는 경향이 있으나 자주 실패하였다.
이주민들은 일반적으로 토지의 소유가 어려웠기 때문에 유통이나 상업에 종사하는 사람들이 많았고, 교직에도 많은 사람들이 종사하고 있다. 이러한 특징 때문에 ‘아시아의 유태인’등으로 불리기도 한다.

## 푸젠 토루
세계문화유산으로 잘 알려져 있는 푸젠 토루(福建土壘: 원형은 원 누각, 정방형 등 사각형은 방루)로 불리는 독특한 집합 주택은 하카인 전체의 거주 관습이 아니라 푸젠성의 일부 산간부의 하카인들에게서 환경적인 요인으로 볼 수 있는 것으로 외부로부터의 습격을 막기 위해서 만들어졌으며, 일족이 모여 거주하고 있다. 또 광둥성이나 홍콩에서는 「위(圍)」라고 불리는 성벽 같이 마을 밖에 외성을 쌓아 올리는 형식도 있었다. 외관의 모습이 핵 사일로(발사대)를 닮아, 미중 국교 수립 전에 미국이 위성 사진 판독을 잘못하여 중국 공산당이 실효 지배하는 중국 대륙 각지에 대규모 핵기지가 건설되고 있다는 오해를 받았던 적도 있다.
2008년 푸젠 토루는 세계문화유산으로 등재되었다.

## 같이 보기
- 하카 텔레비전
- 행정원객가위원회
- 하카어
- 차오저우인(潮州人, en:Teochew people)